# Немчинов, Иван Николаевич (полный кавалер ордена Славы)
Иван Николаевич Немчинов (1921—1945) — советский военнослужащий, участник Великой Отечественной войны, полный кавалер ордена Славы.

## Биография
Родился в 1921 году в городе Ойрот-Тура, в семье крестьянина. Русский. Образование неполное среднее. Работал в колхозе. 
В 1942 году был призван в Красную Армию. На фронте с марта 1942 года. К осени 1944 года сержант Немчинов был командиром отделения взвода пешей разведки 60-го стрелкового полка 65-й стрелковой дивизии. Член ВКП(б) с 1945 года.
9 октября 1944 года в районе озера Сотлан-Ярви сержант Немчинов с отделением проник в тыл противника. Ворвавшись на огневую позицию они уничтожили расчет орудия. 22 октября 1944 года в районе населенного пункта Сальми-Ярви разведал систему огня противника, вывел из строя радиостанцию и захватил вражеского радиста. 
Приказом от 5 ноября 1944 года сержант Немчинов Иван Николаевич награждён орденом Славы 3-й степени. 
После окончания боев на севере дивизия была переброшена с Карельского на 2-й Белорусский фронт. В декабре 1944 года преобразована в 102-ю гвардейскую.
25 февраля 1945 года при прорыве обороны противника в районе железнодорожной станции Фирхау гвардии сержант Немчинов брошенной ручной гранатой уничтожил расчет пулемета. Участвуя в разведке, в упор расстрелял немецкого автоматчика, мешавшего продвижению бойцов, и с группой разведчиков захватил пленного.
Приказом от 27 марта 1945 года гвардии сержант Немчинов Иван Николаевич награждён орденом Славы 2-й степени. 
4 апреля 1945 года в бою за деревню Коссакау гвардии сержант Немчинов во главе группы разведчиков вышел в тыл опорного пункта противника и атаковав нанес ему большой урон. Лично уничтожил расчет станкового пулемёта и 5 солдат противника, 3 взял в плен. В ходе наступления Немчинов с бойцами уничтожил засаду противника, мешавшую продвижению стрелковых подразделений.
В 1945 году погиб в бою.
Указом Президиума Верховного Совета СССР от 29 июня 1945 года за образцовое выполнение заданий командования в боях с немецко-фашистскими захватчиками гвардии сержант Немчинов Иван Николаевич награжден орденом Славы 1-й степени.

## Награды
- Орден Славы I степени (29 июня 1945)[2]
- Орден Славы II степени (27 марта 1945)[3]
- Орден Славы III степени (5 ноября 1944)